# Leay Bour
Leay Bour es una comuna (khum) del distrito de Tram Kak, en la provincia de Takéo, Camboya. En marzo de 2008 tenía una población estimada de 19 595 habitantes.
Se encuentra ubicada al sur del país, en la llanura camboyana, cerca del río Mekong y de la frontera con Vietnam.